# 펠릭스 로하틴

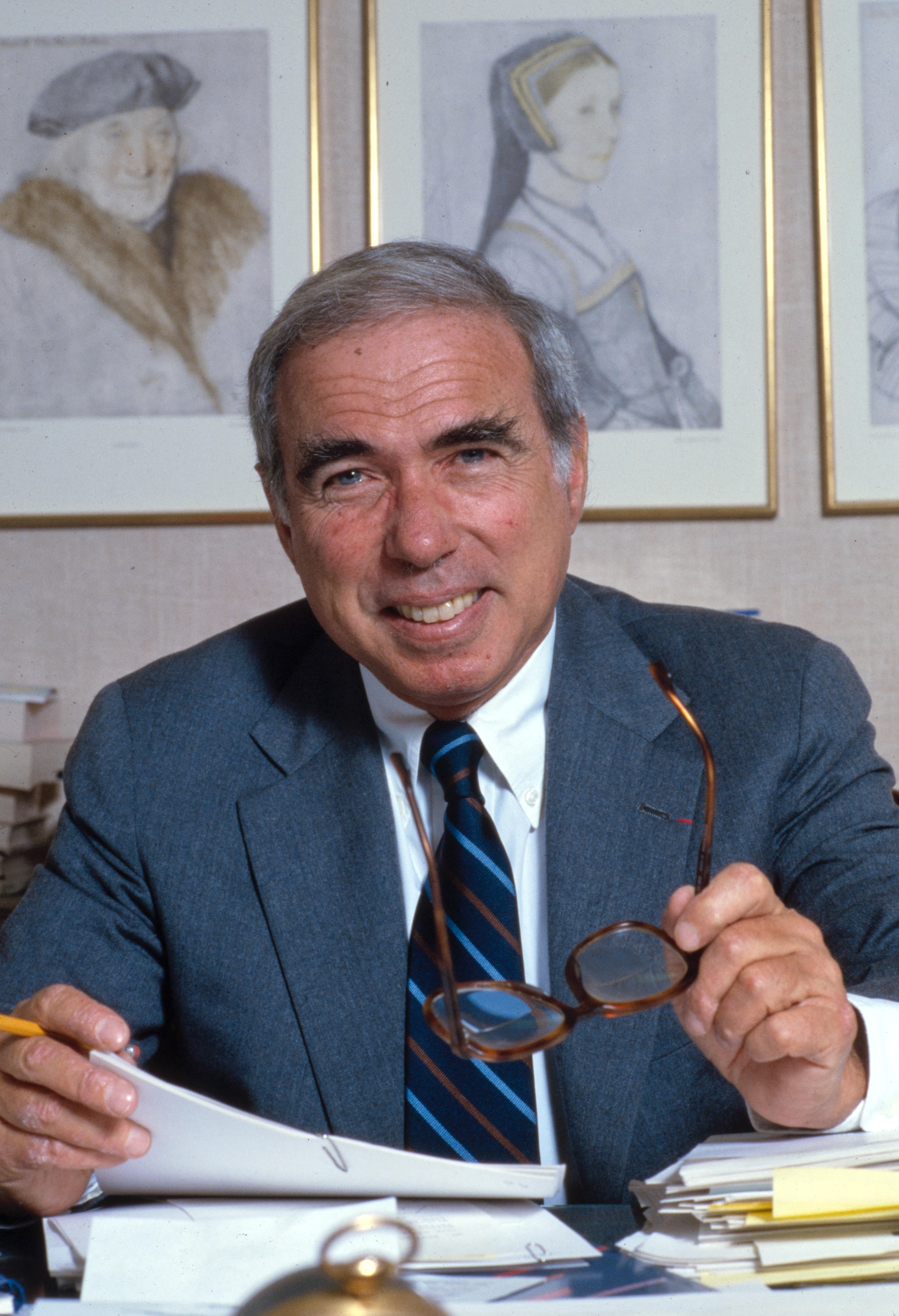

펠릭스 로하틴(Felix George Rohatyn, 1928년 5월 29일 ~ 2019년 12월 14일)은 미국의 투자은행가이다. '월가의 살아있는 전설', '월가에 마지막 남은 현인' 등으로 불린다.

## 생애
오스트리아 출생으로 1935년 가족과 함께 망명, 프랑스, 모로코, 포르투갈, 브라질을 거쳐 1942년 미국으로 왔다. 맥버니 스쿨을 졸업하고 1949년 미들버리 대학교에서 물리학 학사 학위를 받았다. 같은해 투자은행 라자드 프레레스(Lazard Frères)에 입사, 제너럴일렉트릭의 RCA 인수(1986), RJR 나비스코 인수(1988), 소니의 컬럼비아 영화사 인수(1989) 등을 주도했다. 1968년부터 1972년까지 뉴욕증권거래소 위기위원회 위원장을 역임했으며, 1970년대 뉴욕 시의 재정문제를 성공적으로 해결하며 유명해졌다. 1997년부터 2000년까지 주프랑스 미국대사를, 2006년부터 2008년까지 리먼 브라더스 국제자문위원회 위원장을 역임하고, 2010년 1월 라자드 회장으로 복귀했다.